# Psapharochrus ramirezi
Psapharochrus ramirezi är en skalbaggsart som först beskrevs av Chemsak och Hovore 2002.  Psapharochrus ramirezi ingår i släktet Psapharochrus och familjen långhorningar. Inga underarter finns listade i Catalogue of Life.